# Neuroeducació
La neuroeducació és la ciència que incita una major integració de les ciències de l'educació amb aquelles que s'ocupen del desenvolupament neurològic.
Els/les investigadors/es es desenvolupen en els mecanismes neuronals dels processos de lectura, de cognició numèrica, de l'atenció i les dificultats relacionades com la dislèxia, el TDAH relacionat amb l'educació; diuen que existeixen diversos trastorns de l'aprenentatge i tenen com a objectiu proporcionar una nova forma d'aprenentatge que sigui capaç de millorar l'educació.
El cervell humà és un òrgan molt complex, és la base d'una història evolutiva que resulta imprescindible a l'hora de fer l'estudi de la neurociència. Per aquesta raó comparar les investigacions amb diferents espècies és imprescindible, aquí és on ressalta el valor excepcional de l'ésser humà. Els/les nens/es petits/es són capaços d'ensenyar i aquesta és una manera d'aprendre; però cal explicitar les funcions neurocognitives pròpies tant de l'aprenentatge com de l'ensenyança. Però avui en dia la neuroeducació compta amb recursos d'alta tecnologia com les imatges cerebrals, les proves genètiques i les simulacions computacionals; gràcies a això s'està avançant en les tècniques dels camps de les discapacitats i els trastorns de l'aprenentatge.
La neuroeducació ha rebut una gran varietat de suport tant dels/de les educadors/es com dels neurocientífics cognitius. Alguns/es investigadors/es opinen des d'un punt de vista neutre i opinen que la unió de la neurociència amb l'educació té "un pont massa llunyà". La psicologia cognitiva i la psicologia educativa poden oferir les bases neurocientífiques per a la pràctica educativa.

## Sorgiment de la neuroeducació
El sorgiment de la neurociència educacional ha nascut de la necessitat de promoure una nova disciplina que faci fer als/les científics/ques una investigació pràcticament aplicable al context de l'educació. Fent referència a l'extens camp de "ment, cervell i educació".
L'aprenentatge en psicologia cognitiva i neurociència s'han enfocat en com els individus humans i altres espècies han evolucionat per extreure informació útil i necessària dels seus mons naturals i socials que els envolten. Per contrastar-ho, l'educació, i especialment l'educació formal moderna, s'enfoca en descripcions i explicacions del món que els/les estudiants no poden adquirir per si mateixos/es. D'aquesta forma, l'aprenentatge en el sentit científic, i en el sentit educatiu poden ser conceptes complementaris. Això produeix un nou repte per a la neurociència cognitiva, per adaptar al món real els requeriments pràctics de l'aprenentatge educatiu. Per contra, la neurociència crea un nou repte a l'educació, ja que li promou noves característiques de l'aprenent, incloent-hi el seu estat cerebral, genètic i hormonal, que poden ser rellevants per l'aprenentatge i l'ensenyança.

## La neuroeducació
Per centrar-nos en l'estudi del cervell i l'educació, cal destacar la Neuroeducació, una nova disciplina que prové de la interacció entre les neurociències, la psicologia i l'educació, amb l'objectiu de promoure una integració més gran de la neurociència cognitiva dins l'àmbit de les ciències de l'educació. Aquest fet implica el desenvolupament de noves pràctiques pedagògiques i metodologies més eficients per tal de facilitar els processos d'aprenentatge i el desenvolupament psicosocial dels/les alumnes en l'àmbit escolar.
És una nova visió de l'aprenentatge que es basa en aportar estratègies i tecnologies educatives centrades en el funcionament del cervell.
En la Neuroeducació s'apliquen tots els coneixements que han anat recopilant les ciències cognitives i la Neurociència durant els últims anys.

### Neuroeducació: el que aporta la neurociència a l'educació
L'objectiu de la neuroeducació és integrar l'estudi del creixement neurocognitiu en el coneixement científic de l'educació, tenint en compte que saber com aprèn i com funciona el cervell milloraria la pràctica pedagògica i les vivències d'aprenentatge. Al cap del temps, ha de permetre augmentar la fiabilitat i la consideració dels/les educadors/es com a professionals en procediments d'ensenyament.
Hi ha estudis que han demostrat que ensenyar coses massa complexes abans que el cervell estigui suficientment preparat, pot provocar defectes permanents en la competència d'aprenentatge, conseqüències negatives en el creixement cerebral dels nens i nenes, i en el desenvolupament de la personalitat.
El nostre cervell està fet per anar aprenent al llarg de tota la seva vida, de forma contínua i adaptant cada cosa a l'edat i/o maduresa del nen/a, ja que el cervell que tenim quan ens despertem al matí no és igual que el que tenim quan anem a dormir, a causa de totes les vivències que tenim, que el que fan és canviar-nos i canviar l'estructura del nostre cervell.

### El paper dels/de les educadors/es
Els/les mestres han sigut dependents de les habilitats dels altres per les interpretacions de la neurociència atès que no han estat capaços de diferenciar si els reclams poden tenir representacions vàlides o invàlides en la investigació. Poden haver utilitzat de manera incorrecta els resultats que ofereixen les investigacions neurocientífiques.
Alguns/es investigadors/es han suggerit la necessitat de desenvolupar un grup de neuro-educadors/es, professionals especialment entrenats per guiar la introducció de la neuroeducació cognitiva en la pràctica educativa d'una forma ètica i sensible. Aquests/es jugaran un paper fonamental avaluant la qualitat de les proves que pretenen ser rellevants en l'educació, avaluant qui està en millors condicions per emprar un nou coneixement desenvolupat, i amb quines garanties, i com fer front a les conseqüències inesperades dels resultats de les investigacions aplicades.

## La neurociència
Principalment, cal conèixer la Neurociència.
La funció principal de la neurociència és estudiar i analitzar el sistema nerviós central dels éssers humans. D'aquesta manera, a través del seu estudi s'aconsegueix conèixer molt millor el seu funcionament per, eventualment, actuar sobre ell. La Neurociència és un camp científic molt ampli i variat que es classifica en subciències o camps científics específicament dedicats a cadascuna d'aquestes funcions o particularitats del cervell.
La Neurociència ha aconseguit molts avenços en l'època moderna i això ha permès que el tractament de malalties que abans eren insalvables pugui tenir efectes veritables sobre la qualitat de vida dels pacients que les pateixen.

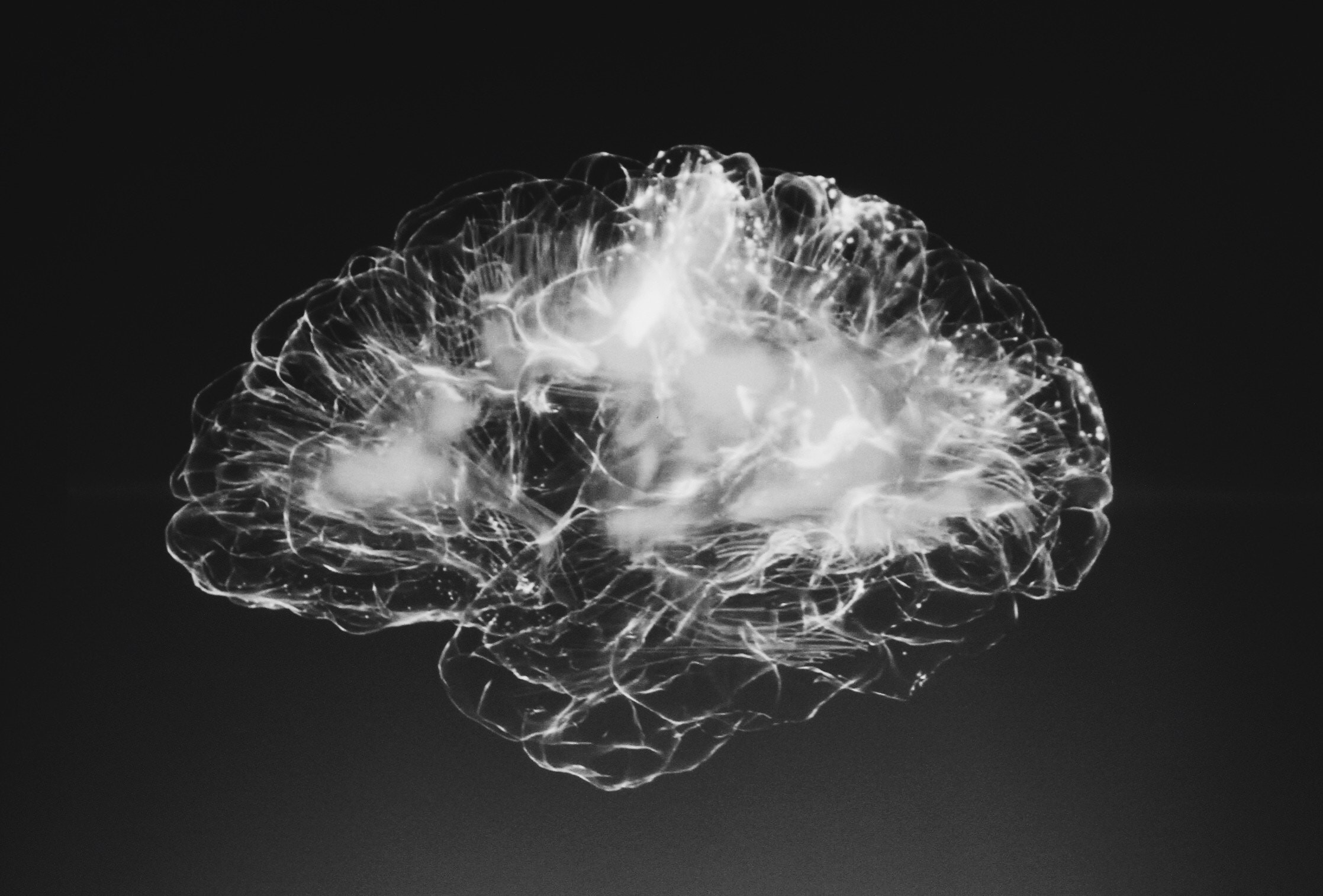
Cervell.

### L'estudi del cervell
Per tal d'estudiar la Neurociència, cal tenir uns bons coneixements previs del cervell, ja que és l'òrgan fonamental.
El cervell és un òrgan amb forma ovoïdal, està situat a la part inferior del crani i governa el funcionament i la vida de relació dels éssers vius.
És també el centre supervisor del sistema nerviós i està format fonamentalment per neurones, que són cèl·lules del teixit nerviós que s'encarreguen d'emetre els impulsos nerviosos. Totes les neurones estan connectades entre si per fibres nervioses anomenades axons, que són els responsables d'enviar els impulsos nerviosos a totes les cèl·lules del cos i finalment, quan la cèl·lula rebi l'impuls, durà a terme la funció determinada.
Existeixen dos tipus de neurones:
- Aferents: són aquelles que aporten al sistema nerviós els impulsos de l'exterior.
- Eferents: són les que transmeten ordres del sistema nerviós als òrgans efectors.

El cervell és l'estructura més complexa de l'organisme unida al cerebel i al tronc cerebral que formen l'encèfal, acabant en la medul·la espinal. Està format per cent mil milions de cèl·lules anomenades neurones, que són cèl·lules nervioses que no es poden tan sols reproduir entre elles sinó que es comuniquen per senyals elèctrics i químics.
El funcionament d'aquest òrgan es basa en la necessitat de nutrients cerebrals, oxigen i glucosa per la seva funció. A través dels senyals elèctrics s'alliberen els neurotransmissors que són molècules diferents segons la funció que hagin de realitzar.
Les interconnexions entre neurones es donen a través de les mil de milions de sinapsis, així doncs, es forma una mena de xarxa estructural que és 100 vegades més complexa que la xarxa telefònica mundial.
- La seva funció principal és el control i la coordinació.
- És l'encarregat de controlar els moviments, la memòria, les emocions, les funcions corporals (funcionament del cor, control de la temperatura corporal…) i l‘aprenentatge.

## La relació que hi ha entre el nostre cos i la ment

### Com facilitar l'aprenentatge
Hi ha molts factors que avui en dia influencien en el nostre aprenentatge i en la nostra salut, entre aquests, els tres més importants són:
1. L'alimentació. La nutrició que nosaltres tinguem influeix moltíssim en el desenvolupament cerebral, els productes que mengem afecten directament a la forma física i a la funció del cervell. Per aquests motius, hem d'intentar tenir una dieta saludable i tenir un consum reduït de brioixeria, llaminadures, sucs, embotits i carns grasses, menjar ràpid, begudes amb molt sucre, greixos saturats, etc. Les vitamines B són les que repercuteixen en el funcionament cerebral i del sistema nerviós. Tant les vitamines C i E, localitzades en fruites i verdures, com el consum d'antioxidants, són importants per millorar el nostre rendiment i la nostra alimentació.
2. La importància de dormir i fer descansar el cervell. El son és una situació temporal d'inconsciència en la qual es pausa l'activitat sensorial i la mobilitat i també, l'organisme descansa i es restableix. Els períodes més profunds del son, són molt importants perquè els òrgans i els teixits puguin renovar-se físicament, i és en aquest període quan es consolida la memòria, per això aquesta fase és tan influent en l'aprenentatge. Tanmateix, les últimes hores de son són les més necessàries per a integrar l'aprenentatge, aquestes raons entren en contradicció amb les poquíssimes hores que dormen infants i adolescents.
3. Com l'activitat física influència positivament en les capacitats cerebrals. Fer exercici físic de forma continuada, en línies generals, tal com demostren els estudis realitzats en els últims anys, augmenta les funcions executives i la capacitat de memoritzar, a més, disminueix els comportaments disruptius i millora l'atenció.[3]

Tal com presenten en els seus estudis Buck, Hilman & Castelli (2008), Hillman, Castelli & Buck (2005), Pontifex et al. (2011), Wu et al. (2011), la realització d'activitat física de manera regular, fa que hi hagi un millor funcionament cognitiu en aspectes com l'atenció, la velocitat de processament cognitiu o les funcions executives.

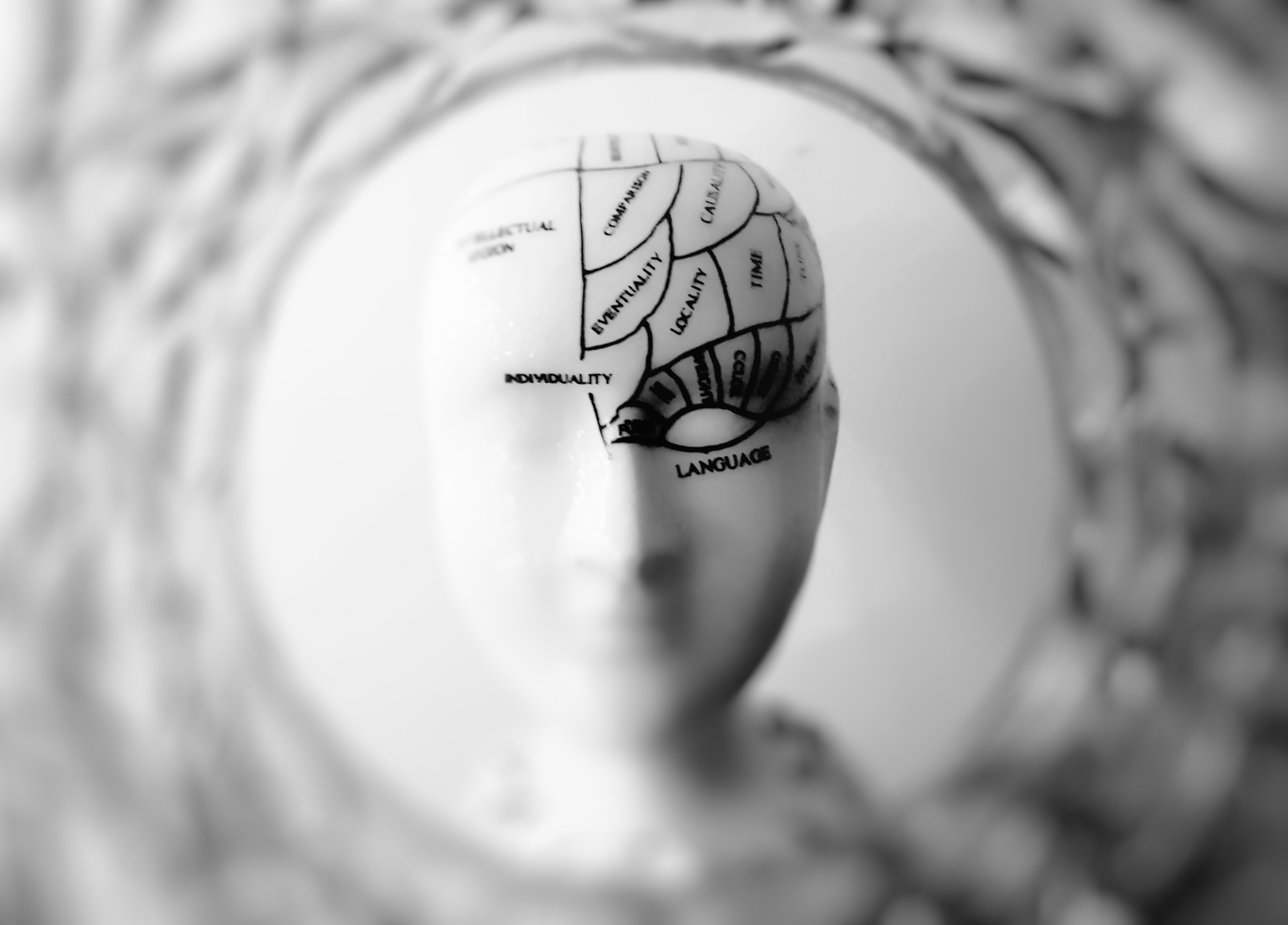
Aprenentatge.

### L'aprenentatge és satisfactori?
Els infants s'han de sentir còmodes amb l'ambient d'aprenentatge, relaxats i sense estar en una constant avaluació dels seus coneixements. S'han de sentir a gust i reconeguts per afavorir el seu rendiment. A part de l'ambient també hem de tenir en compte les seves emocions, quan se senten atrets per algun tema, el seu nivell d'atenció augmenta. Però poden tenir problemes si senten una atracció molt forta, ja que el fracàs d'aquest pot suposar un estrès emocional i dificultar l'assoliment del coneixement. El procés de l'aprenentatge és molt satisfactori si es fa correctament, desperta la motivació i la curiositat de l'infant.

### Els 3 processos de les funcions executives
Trobem 3 processos que completen les funcions executives, el control inhibitori, la memòria del treball i la flexibilitat cognitiva.
- El control inhibitori tracta de saber com controlar els estats emocionals.
- La memòria de treball és essencial per poder mantenir una organització i planificació de la feina pròxima.
- La flexibilitat cognitiva tracta de tenir la competència en poder modificar els patrons de resposta i produir-ne de nous.[3]

### Les distraccions externes
Uns estudis han verificat que els espais naturals són els adequats per aconseguir una màxima concentració, ja que cal un esforç cognitiu menor. En ser difícil fer les classes en un espai natural hi ha una sèrie de factors que també afavoreixen l'atenció a l'hora de l'aprenentatge, com pot ser la temperatura i la lluminositat adequada, disminuir les distraccions de les parets, ja que són estímuls visuals i la sonoritat perquè en un lloc on hi hagi molt de soroll ens distraiem més fàcilment.